# Станіслав Одровонж (львівський каштелян)
Станіслав II Одровонж гербу власного (пол. Stanisław II Odrowąż; 1509 — 2 (12) квітня (між 4 і 7 березня) 1545) — польський шляхтич, державний діяч Королівства Ягеллонів.

## Біографія
Син Яна Одровонжа, згодом воєводи руського, та Анни Ярославської-Тарновської гербу Леліва. Онук Яна Одровонжа (старшого), правнук Пйотра Одровонжа. Передчасно осиротів, виховувався на дворі матері та її другого чоловіка Миколая Йордана. Правовими опікунами були краківський воєвода Кшиштоф Шідловєцкі та його брат — сандомирський каштелян Міхал, які покривали видатки для утримання С. Одровонжа та його сестер адміністрували їх спадком. По смерті батька йому перейшла тенута (староство) самбірська; зміцненням замків староства керував Кшиштоф Шидловєцкі. Після повноліття 28 лютого 1524 року брат Міхал та К.Шидловєцкі перестали бути опікунами.
Перед 1530 роком мав наміри домагатись руки мазовецької княжни Анни. 28 квітня 1531 року став дожиттєвим старостою самбірським.
7 квітня 1533 р. згідно номінації № 92 короля Сигізмунда I Старого у Кракові Єжи Крупський звільнив посаду львівського каштеляна на користь Станіслава Одровонжа. 25 жовтня 1535 року приступив до обов'язків белзького воєводи після Єжи Крупського.
У квітні 1536 року перебував у Вільнюсі, де намагався отримати від короля залишення зарученій з ним княжні Анні її частини мазовецького спадку, на які почала претендувати королева Бона Сфорца.
Королівським рішенням (вироком) на сеймі невдовзі по 4 лютого 1537 року був позбавлений староств Львівського, Самбірського, змушений був покинути королівщину Рів (нині Бар). Адмініструванням цих королівщин опікувалися, за дозволом королеви, у Самборі підкоморій цішанівський Рафал Чосновскі, в Барі — Бернард Претвич (1540 р.). Львівське староство було віддане Миколаю Гербурту з Віднова. Після цього осів з дружиною в Ярославі.
1543 року був підданий нападкам зі сторони Пйотра Гамрата, який звинуватив його у сприянні релігійним новинкам. Надавав протекцію Миколаю Рею, який хвалив у «Звіринці». У березні 1545 року королева виплатила йому 19187 золотих.

### Посади
Воєвода руський від 1542 (або незадовго до 11 березня 1543) року, був воєводою подільським, воєводою белзьким у 1535—1537 роках, каштелян львівський від 1533 року, староста львівський від 16 серпня 1534 року (за підтримки королеви Бони; конкурентом був Ян Амор Тарновський, який сильно роздратувався після свого непризначення), староста самбірський.

### Сім'я
Був двічі одружений. Перша дружина — Катажина Ґурка гербу Лодзя, донька познаньського воєводи Лукаша Ґурки. сильно хворіла з кінця 1534, померла на початку 1535 p. Друга дружина — Анна Мазовецька, дочка князя мазовецького Конрада III Рудого. Зашлюбини були наприкінці лютого 1536 року. Проживали в дідичному місті Одровонжів Ярославі. По смерті чоловіка присвятила себе вихованню доньки Зоф'ї (дружини Яна Кшиштофа Тарнавського, потім Яна Костки). 1549 p. маршалок Пйотр Кміта мав фінінсові претензії до вдови; також мала 1551 року 4000 золотих боргу князю Альбрехту. Князь відмовляв неодноразовим проханням відтермінувати повернення боргу, вимагав повернути кошти його представнику Бернарду Претвичу. 1553 року справа не була вирішена.